# Metro van Osaka

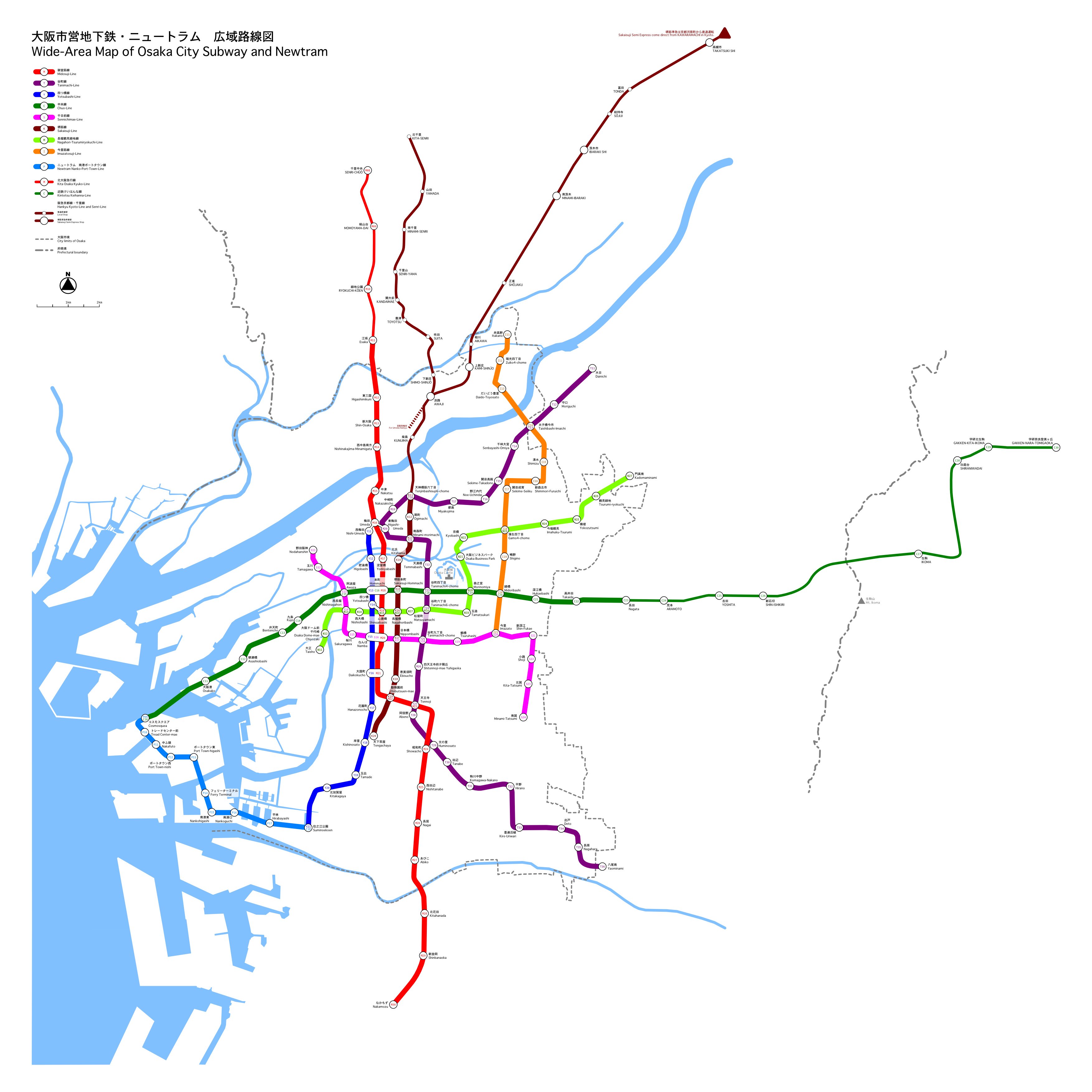
Kaart van de Metro van Osaka

De  Metro van Osaka (Japans: 大阪市営地下鉄, Ōsaka-shiei chikatetsu) is het metronetwerk van de op twee na grootste stad van Japan, Ōsaka. Het is na de metro van Tokio ook het drukste metronetwerk van het land. Het netwerk wordt uitgebaat door de Gemeentelijke Vervoersdienst van Osaka (大阪市交通局, Ōsaka-shi Kōtsū-kyoku). 
De eerste metrolijn, de Midosuji-lijn, van Umeda naar Shinsaibashi, werd op  20 mei 1933 geopend. Het netwerk beslaat 125,4 km met 121 haltes. De treinen rijden tussen 5 uur 's morgens en middernacht. Er zijn geen nachttreinen. De frequentie varieert tussen 2 minuten tijdens het spitsuur tot 7 minuten in de daluren waarmee dagelijks gemiddeld 2,29 miljoen mensen vervoerd worden.

## Lijnen
| Kleur        | Symbool | Nummer | Naam                           | Van/naar                                           | Afstand | Stations |
| ------------ | ------- | ------ | ------------------------------ | -------------------------------------------------- | ------- | -------- |
|              |         | 1      | Midosuji-lijn                  | Esaka (M11) - Nakamozu (M30)                       | 24,5km  | 20       |
|              |         | 2      | Tanimachi-lijn                 | Dainichi (T11) - Yao-Minami (T36)                  | 28,3km  | 26       |
|              |         | 3      | Yotsubashi-lijn                | Nishi-Umeda (Y11) - Suminoekōen (Y21)              | 11,8km  | 11       |
|              |         | 4      | Chūō-lijn                      | Cosmosquare (C10) - Nagata (C23)                   | 17,9km  | 14       |
|              |         | 5      | Sennichimae-lijn               | Nodahanshin (S11) - Minami-Tatsumi (S24)           | 13,1km  | 14       |
|              |         | 6      | Sakaisuji-lijn                 | Tenjimbashisuji Rokuchōme (K11) - Tengachaya (K20) | 8,1km   | 10       |
|              |         | 7      | Nagahori Tsurumi-ryokuchi-lijn | Taisho (N11) - Kadoma-Minami (N27)                 | 15,0km  | 17       |
|              |         | 8      | Imazatosuji-lijn               | Itakano (I11) - Imazato (I21)                      | 11,9km  | 11       |
| People mover |         |        |                                |                                                    |         |          |
|              |         | -      | Nanko Port Town-lijn           | Cosmosquare (P09) - Suminoekōen (P18)              | 7,9km   | 10       |